# Lac des Moines (Aubrac)
Ne pas confondre avec les lacs des Moines auvergnats, celui près de Condat dans le Cantal et le lac de barrage sur la Besbre près du Mayet-de-Montagne, dans l'Allier.
Le lac des Moines est situé dans le Massif central à 1 303 m d'altitude dans l'Aubrac, en Aveyron à l'est du village d'Aubrac sur la commune de Saint-Chély-d'Aubrac.

## Toponymie
Son nom est dû à la proximité de l'important monastère de la domerie d'Aubrac, à 1,5 km à l'ouest, fondé entre 1108 et 1125 par l'abbaye Sainte-Foy de Conques. C'était à n'en pas douter un lieu de pêche pour la communauté.

## Géographie
C'est un lac artificiel de 23,8 hectares de forme approximativement ronde et sans île notable, situé en secteur découvert au nord de la forêt domaniale d'Aubrac et de la station de Brameloup.
Il est traversé par le ruisseau du Pesquier, affluent de la Boralde de Saint-Chély-d'Aubrac.

## Voies d'accès
On y accède rapidement depuis la RD 219 qui le dessert par le nord-est. Le sentier de grande randonnée 3 et une variante du sentier de grande randonnée 6 l'approchent sans le longer.